# Семенов Дмитро Володимирович (офіцер)
Дмитро Володимирович Семенов (рос. Дмитрий Владимирович Семёнов; 24 жовтня 1989, Тренькаси, РРФСР — травень 2022, Харківська область, Україна) — російський офіцер, майор ЗС РФ. Герой Російської Федерації.

## Біографія
Навчався в школі в Нових Тренькасах, під час навчання брав участь у змаганнях з вільної боротьби, волейболу і баскетболу. В 2011 році закінчив Новосибірське вище військове командне училище. Учасник вторгнення в Україну, начальник штабу і, одночасно, командир загону 16-ї окремої бригади спеціального призначення. Загинув у бою.
Тіло Семенова було доставлене в Чувашію. 10 липня відбулося прощання з ним в школі Тренькас, після чого Семенов був похований на Алеї слави на Якушинському цвинтарі під Чебоксарами.
Був одружений. Дружина — Ксенія, Майстер Спорту РФ з академічного веслування, чемпіонка Росії. В пари народився син Руслан.

## Нагороди
- Звання «Майстер спорту Росії»
- Медаль «За відзнаку у військовій службі» 3-го і 2-го ступеня (15 років)
- Медаль ордена «За заслуги перед Вітчизною» 2-го ступеня з мечами
- Звання «Герой Російської Федерації» (2022, посмертно) — медаль «Золота зірка» була вручена батькам Семенова виконувачем обов'язків командувача Центральним військовим округом генерал-майором Рустамом Міннекаєвим.